# Paz de Enríquez
Paz de Enríquez är en ort i Mexiko.   Den ligger i kommunen Yecuatla och delstaten Veracruz, i den sydöstra delen av landet, 240 km öster om huvudstaden Mexico City. Paz de Enríquez ligger 1 705 meter över havet och antalet invånare är 203.
Terrängen runt Paz de Enríquez är bergig västerut, men österut är den kuperad. Runt Paz de Enríquez är det ganska tätbefolkat, med 93 invånare per kvadratkilometer. Närmaste större samhälle är Misantla, 14,5 km norr om Paz de Enríquez. I omgivningarna runt Paz de Enríquez växer i huvudsak städsegrön lövskog.